# Hesperocyparis guadalupensis
{{#ifeq:0|0|{{#if:|{{#if:Cupressusguadalupensis|[[]}}|}}}}
Cupressus guadalupensis (кипарис гваделупський) — вид хвойних рослин родини кипарисових.

## Поширення, екологія
Країни поширення: Мексика (Нижня Каліфорнія, о-ів Гваделупе); США (Каліфорнія). Цей кипарис знаходиться на колючих чагарникових схилах з Adenostoma, Arctostaphylos, у ярах у Верхній Сонорі з Acer, Rhus laurina, Quercus, Arctostaphylos, також локально, з Pinus radiata var. binata; часто поряд тимчасових водотоків на суглинистих, піщаних, щебнистих або кам'янистих ґрунтах поверх пісковиків або граніту на повному сонці. Висотний діапазон var. guadalupensis становить від 800 м до 1280 м і var. forbesii від 210 м до 1400 м. Клімат середземноморського типу з сухим жарким літом і зимовими дощами; з частими туманами на острові Гваделупе.

## Морфологія
Дерево 12–20 м у висоту і до 50 см діаметра в зрілості, як правило, менші, з нерівною, розлогою кроною. Кора лущиться на тонкі пластини. Листки лускоподібні, розташовані навпроти в 4 ряди, завдовжки ≈ 1,5–2 мм, яскраво-зелені. Шишки кулясті, 3–3,5 см в діаметрі, тьмяно-коричневого або сірого кольору в зрілості, складається з 6–10 лусок з помітно загостреними кінчиками. Насіння ≈ 10 на шишку, темно-коричневе з злегка блакитним нальотом.

## Використання
Використання не відоме. Кілька ботанічних колекцій в Каліфорнії (наприклад, ботанічний сад Ранчо Санта Ана) успішно вирощують цей вид.

## Загрози та охорона
Урбанізація в південній Каліфорнії та прилеглих районах Нижньої Каліфорнії принесли підвищений ризик пожеж. Як і його родичі в Каліфорнії, цей кипарис відновлюється після пожеж, але існує певна небезпека для виживання, якщо частота або інтенсивність пожеж зростає у зв'язку з факторами антропогенного впливу. Це збільшення, безумовно, відбувається на материку. На острові Гваделупе дикі кози, які представляли загрозу, були видалені, але шанси пожеж можуть збільшитися, оскільки острів частіше відвідують туристи, ніж в минулому.